# خلیل ابراهیم
خلیل ابراهیم (انگلیسی: Khalil Ibrahim؛ زادهٔ ۴ مهٔ ۱۹۹۳) بازیکن فوتبال اهل امارات متحده عربی است.